# Лаксора (Арканзас)
Лаксора (енгл. Luxora) град је у америчкој савезној држави Арканзас.

## Демографија
По попису из 2010. године број становника је 1.178, што је 139 (-10,6%) становника мање него 2000. године.
| Група             | 2000.       | 2010.       |
| Белци             | 527 (40,0%) | 390 (33,1%) |
| Афроамериканци    | 738 (56,0%) | 721 (61,2%) |
| Азијати           | 0 (0,0%)    | 1 (0,1%)    |
| Хиспаноамериканци | 36 (2,7%)   | 54 (4,6%)   |
| Укупно            | 1.317       | 1.178       |